# 李广源
李广源（1997年2月27日—）生于浙江省台州市，是一名中国男子游泳运动员，主攻仰泳。曾參與2016年夏季奧林匹克運動會男子200米仰泳，並進入決賽取得第六名。2021年9月，中華人民共和國第十四屆運動會結束後正式宣佈退役。

## 簡歷
李广源在6岁时被教练看中，进入黄岩区的一家体校，开始练习游泳。2007年，他凭借突出的表现被选入浙江省游泳队。2013年1月，他成为浙江队的正式队员。
2014年，參加南京青奧會，獲得200米仰泳、男女混合4×100米自由泳接力及男女混合4×100米混合泳接力的金牌，100米仰泳銅牌，共獲得三金一銅。
2016年，代表中國國家游泳隊參加里約熱內盧奧運會，為首次參加奧運會。其後參加男子200米仰泳，並進入決賽，以1分55秒89的成績取得第六名。
2021年9月，在中華人民共和國第十四屆運動會結束後正式退役。目前擔任浙江省教練。